# Gante-Wevelgem 2011

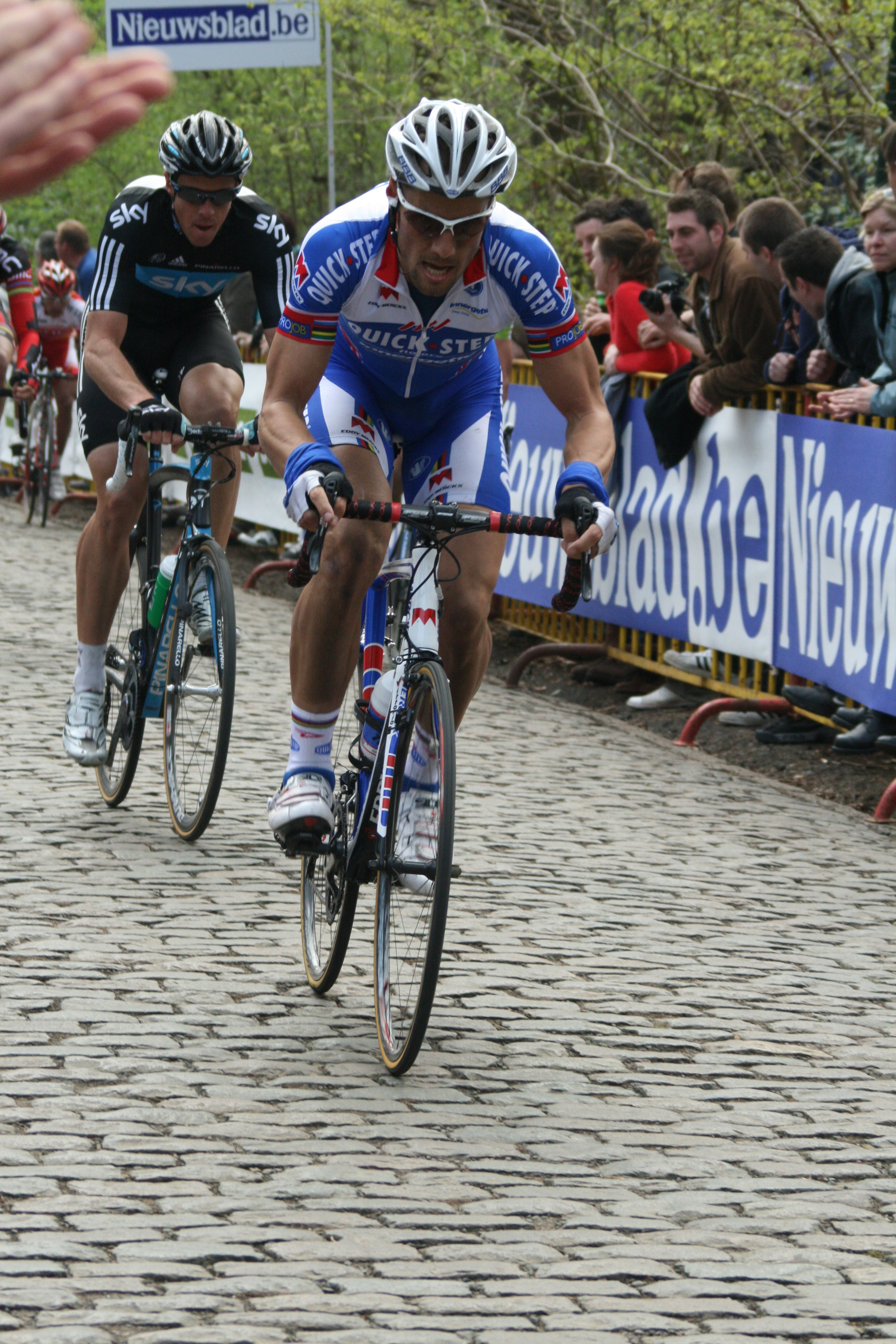
Tom Boonen, ganador final, durante la disputa de la prueba.

La 73ª edición de la Gante-Wevelgem se disputó el 27 de marzo de 2011, sobre un trazado de 204,5 km.
La carrera perteneció al UCI WorldTour 2011. 
Participaron 24 equipos: los 18 de categoría UCI ProTeam (al tener obligada su participación); más 6 de categoría Profesional Continental mediante invitación de la organización (Cofidis, le Crédit en Ligne, FDJ, Team Europcar, Skil-Shimano, Landbouwkrediet, Topsport Vlaanderen-Mercator y Veranda´s Willems-Accent). Formando así un pelotón de 194 ciclistas de 8 corredores cada equipo (excepto el Lampre-ISD que salió con 7, el Euskaltel-Euskadi que salió con 6 y el Veranda´s Willems-Accent que salió con 5), de los que acabaron 159.
El ganador final fue Tom Boonen tras ganar al sprint a  Daniele Bennati y Tyler Farrar, respectivamente.

## Clasificación final
| Posición | Ciclista         | Equipo             | Tiempo     |
| -------- | ---------------- | ------------------ | ---------- |
| 1.       | Tom Boonen       | QuickStep          | 4h 35' 00" |
| 2.       | Daniele Bennati  | Leopard-Trek       | m.t.       |
| 3.       | Tyler Farrar     | Garmin-Cervélo     | m.t.       |
| 4.       | André Greipel    | Omega Pharma-Lotto | m.t.       |
| 5.       | Lloyd Mondory    | Ag2r-La Mondiale   | m.t.       |
| 6.       | Mitchell Docker  | Skil-Shimano       | m.t.       |
| 7.       | Bernhard Eisel   | HTC-Highroad       | m.t.       |
| 8.       | Kristof Goddaert | Ag2r-La Mondiale   | m.t.       |
| 9.       | Lars Boom        | Rabobank           | m.t.       |
| 10.      | Baden Cooke      | Saxo Bank          | m.t.       |